# Lexiphanes saponatus
Lexiphanes saponatus är en skalbaggsart som först beskrevs av Fabricius 1801.  Lexiphanes saponatus ingår i släktet Lexiphanes och familjen bladbaggar. Inga underarter finns listade i Catalogue of Life.